# Olympische Winterspiele 1992/Teilnehmer (Südkorea)
| Gelbes Symbol für Goldmedaillen mit stilisierten Olympischen Ringen | Graues Symbol für Silbermedaillen mit stilisierten Olympischen Ringen | Braundes Symbol für Bronzemedaillen mit stilisierten Olympischen Ringen |
| ------------------------------------------------------------------- | --------------------------------------------------------------------- | ----------------------------------------------------------------------- |
| 2                                                                   | 1                                                                     | 1                                                                       |

Südkorea nahm an den Olympischen Winterspielen 1992 im französischen Albertville mit einer Delegation von 23 Athleten in sechs Disziplinen teil, davon 19 Männer und 4 Frauen. Mit zwei Goldmedaillen und je einer Silber- und Bronzemedaille platzierte sich Südkorea auf Rang zehn im Medaillenspiegel. Drei der vier Medaillen wurden im Shorttrack gewonnen, darunter beide Goldmedaillen.

## Teilnehmer nach Sportarten

### Biathlon
Männer
- Han Myung-hee
10 km Sprint: 90. Platz (35:48,9 min)
20 km Einzel: 89. Platz (1:19:28,1 h)
4 × 7,5 km Staffel: 21. Platz (1:47:24,4 h)

- Hong Byung-sik
10 km Sprint: 84. Platz (32:59,2 min)
20 km Einzel: 87. Platz (1:15:06,7 h)
4 × 7,5 km Staffel: 21. Platz (1:47:24,4 h)

- Jang Dong-lin
10 km Sprint: 88. Platz (34:44,2 min)
20 km Einzel: 88. Platz (1:17:06,9 h)
4 × 7,5 km Staffel: 21. Platz (1:47:24,4 h)

- Kim Woon-ki
10 km Sprint: 89. Platz (35:05,8 min)
4 × 7,5 km Staffel: 21. Platz (1:47:24,4 h)

### Eiskunstlauf
Männer
- Jung Sung-il
21. Platz (31,5)

Frauen
- Lee Eun-hee
nicht für die Kür qualifiziert

### Eisschnelllauf
Männer
- Jegal Sung-yeol
500 m: 12. Platz (37,71 s)
1000 m: 26. Platz (1:17,34 min)

- Kim Yoon-man
500 m: 10. Platz (37,60 s)
1000 m: Silber  (1:14,86 min)

- Lee In-hun
500 m: 21. Platz (38,74 s)
1000 m: 39. Platz (1:19,08 min)

- Oh Yeong-seok
1500 m: 39. Platz (2:02,17 min)

Frauen
- Yoo Seon-hee
500 m: 9. Platz (41,28 s)
1000 m: 11. Platz (1:23,49 min)

### Shorttrack
Männer
- Kim Ki-hoon
1000 m: Gold  (1:30,76 min)
5000-m-Staffel: Gold  (7:14,02 min)

- Lee Joon-ho
1000 m: Bronze  (1:31,16 min)
5000-m-Staffel: Gold  (7:14,02 min)

- Mo Ji-soo
5000-m-Staffel: Gold  (7:14,02 min)

- Song Jae-kun
1000 m: 20. Platz (im Vorlauf ausgeschieden)
5000-m-Staffel: Gold  (7:14,02 min)

Frauen
- Chun Lee-kyung
500 m: 12. Platz (im Viertelfinale ausgeschieden)

- Kim So-hee
500 m: 9. Platz (im Viertelfinale ausgeschieden)

### Ski Alpin
Männer
- Choi Yong-hee
Abfahrt: 39. Platz (2:04,85 min)
Super-G: 63. Platz (1:22,75 min)
Riesenslalom: Rennen nicht beendet
Slalom: 27. Platz (2:03,73 min)
Kombination: 32. Platz (221,60)

- Huh Sung-wook
Super-G: 54. Platz (1:20,96 min)
Riesenslalom: disqualifiziert
Slalom: Rennen nicht beendet
Kombination: Slalomrennen nicht beendet

### Skilanglauf
Männer
- Ahn Jin-soo
10 km klassisch: 77. Platz (34:26,4 min)
15 km Verfolgung: 79. Platz (53:14,2 min)
30 km klassisch: 70. Platz (1:40:24,7 h)
4 × 10 km Staffel: 15. Platz (2:01:01,4 h)

- Kim Kwang-rae
10 km klassisch: 85. Platz (35:26,8 min)
15 km Verfolgung: 81. Platz (53:51,4 min)
30 km klassisch: 71. Platz (1:41:34,4 h)
4 × 10 km Staffel: 15. Platz (2:01:01,4 h)

- Park Byung-chul
10 km klassisch: 40. Platz (31:10,0 min)
15 km Verfolgung: 51. Platz (45:20,4 min)
30 km klassisch: 55. Platz (1:33:01,8 h)
4 × 10 km Staffel: 15. Platz (2:01:01,4 h)

- Wi Jae-wook
10 km klassisch: 95. Platz (36:53,7 min)
15 km Verfolgung: 86. Platz (55:39,1 min)
30 km klassisch: Rennen nicht beendet
4 × 10 km Staffel: 15. Platz (2:01:01,4 h)